# Bahnhof Walporzheim

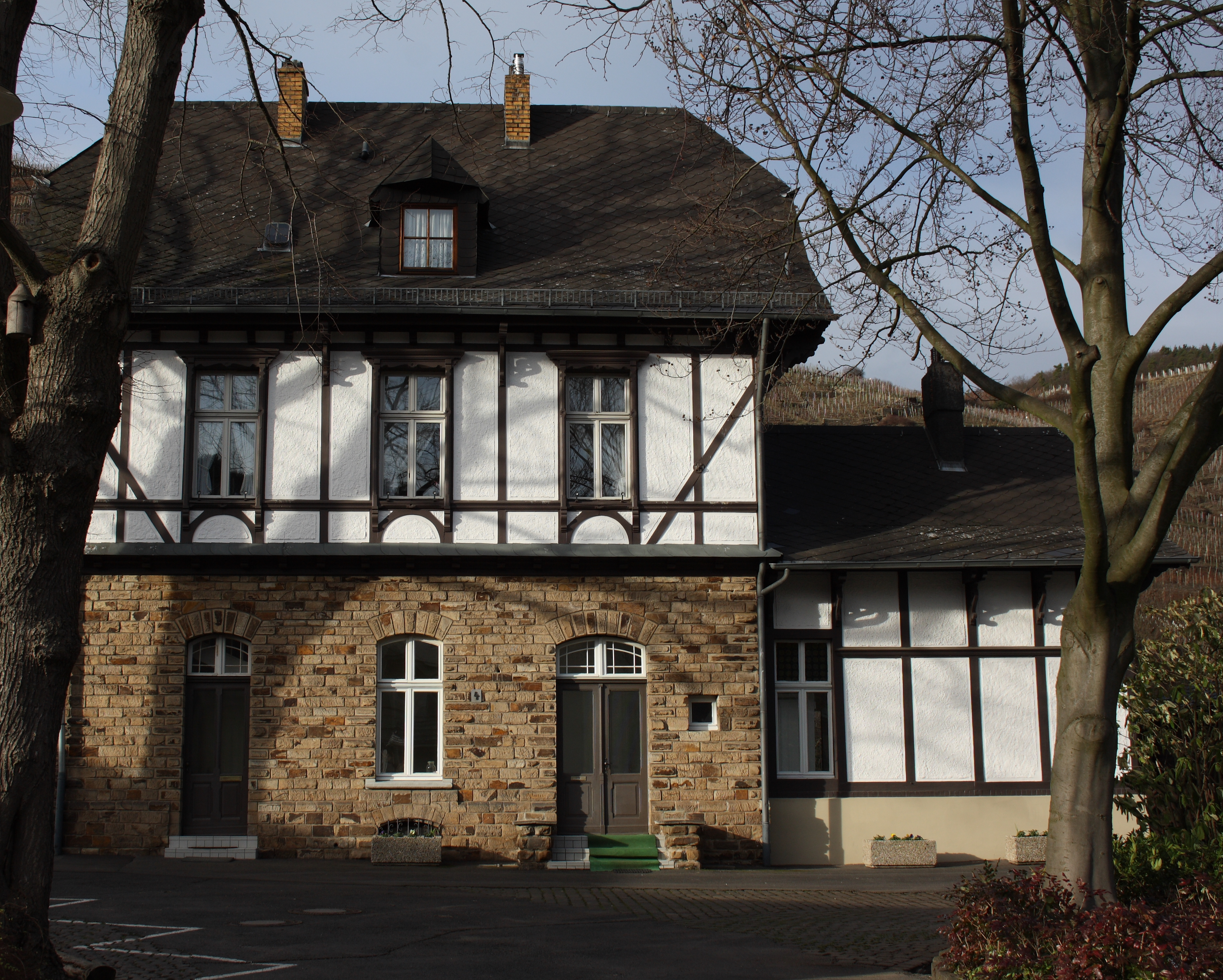
Ehemaliges Bahnhofsgebäude in Walporzheim

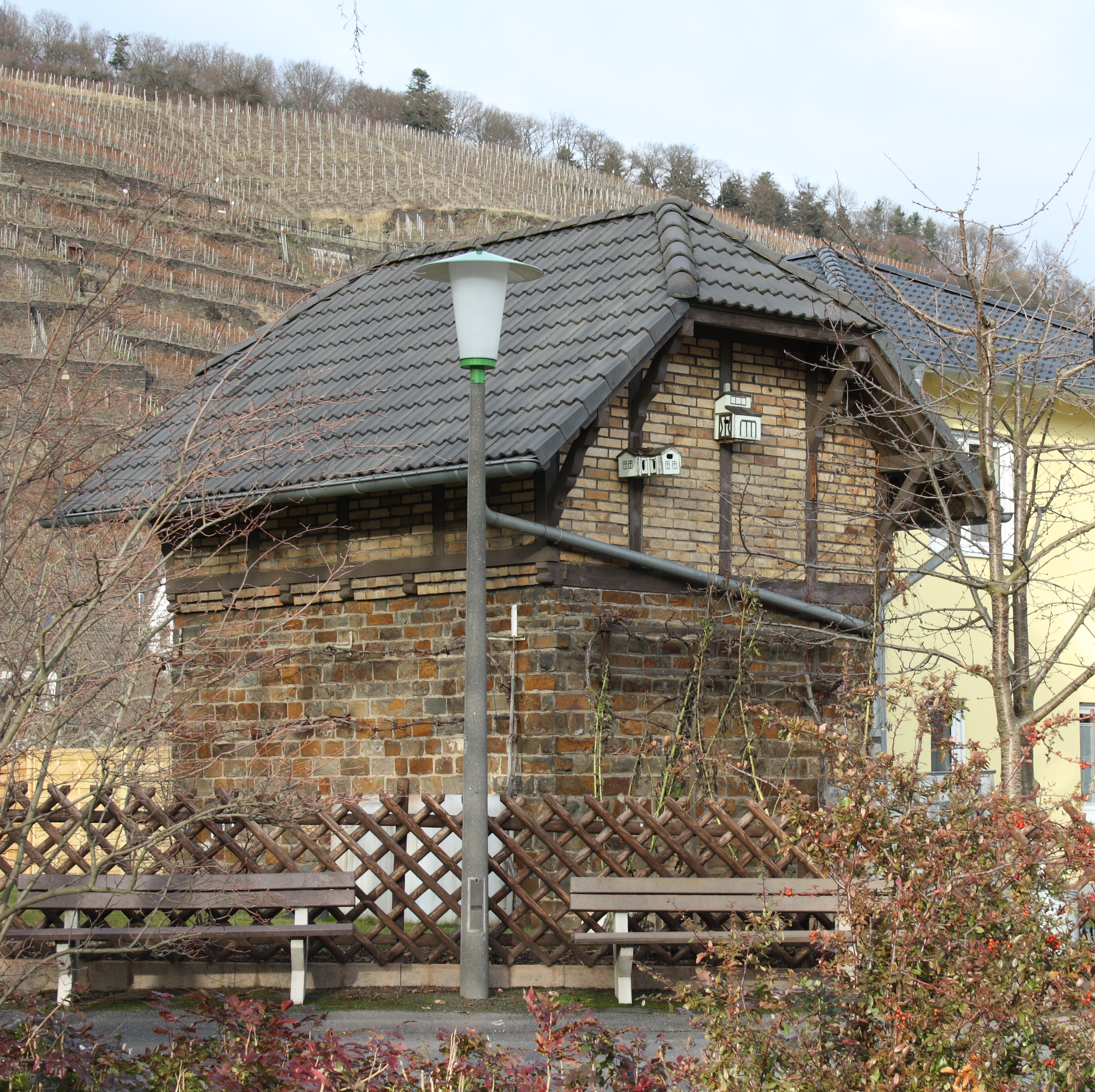
Nebengebäude des Bahnhofs

Der Bahnhof Walporzheim ist ein ehemaliger Bahnhof der Ahrtalbahn in Walporzheim, einem Stadtteil von Bad Neuenahr-Ahrweiler im Landkreis Ahrweiler in Rheinland-Pfalz. Das Gebäude mit der Adresse Neue Domherrenstraße 4 ist ein geschütztes Baudenkmal.

## Geschichte

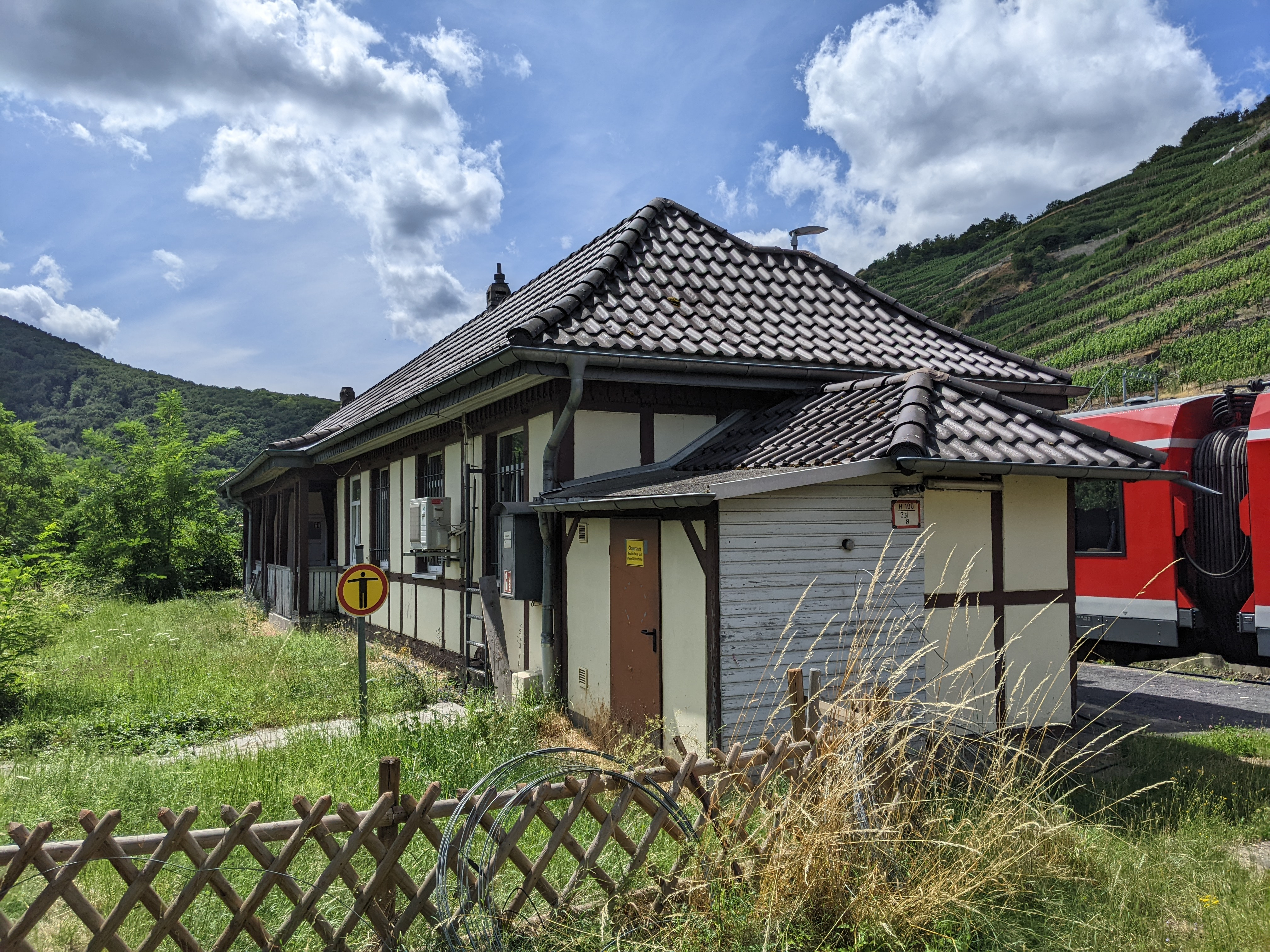
Empfangsgebäude Walporzheim von 1909 bis 2024

Der Bahnhof Walporzheim steht heute etwa 150 Meter südlich der Bahntrasse. Die ursprüngliche Bahntrasse führte beim Bau des Bahnhofs im Jahr 1886 am Bahnhof vorbei und wurde erst in den Jahren 1909/10 geändert. Deshalb wurde bald der alte Bahnhof aufgegeben und an der neuen Trasse ein bescheidenerer Bahnhof errichtet, dessen Empfangsgebäude im Jahr 2024 in das Freilichtmuseum Kommern transloziert wurde. Von 1906 bis 1917 war der Bahnhof außerdem Endpunkt der elektrischen gleislosen Bahn Ahrweiler, einem frühen Oberleitungsbus-Betrieb.

## Architektur
Das Bahnhofsgebäude besteht aus einem Erdgeschoss aus Schieferbruchstein und einem Obergeschoss in Fachwerkbauweise. Rechts ist ein kleinerer Anbau vorhanden, der möglicherweise als Güterschuppen diente. Ein Nebengebäude aus Stein- und ausgefachtem Ziegelmauerwerk und mit einem Schopfwalmdach gehört ebenfalls zu dem denkmalgeschützten Ensemble.